# Farol da Ponta do Topo
Der Farol da Ponta do Topo ist ein Leuchtturm auf der Ponta do Topo im Südosten der Azoreninsel São Jorge. Er steht im Gemeindegebiet von Topo im Kreis Calheta. Der Leuchtturm ist unter der internationalen Nummer D-2680 und der nationalen Nummer 772 registriert. Er bestrahlt einen Sektor von 133° bis 033° und hat eine Reichweite von 20 Seemeilen.

## Geschichte und Architektur
Der Generalplan zur Befeuerung der portugiesischen Küsten von 1883, der auch die Azoren berücksichtigte, sah den Bau eines Leuchtturms mit einer Optik vierter Ordnung auf der Ponta do Topo vor. Seine Reichweite sollte 13,5 Seemeilen für Dauerlicht und 19 Seemeilen für Blitze betragen. Nach einer Anpassung des Plans im Jahr 1902 sollte eine Optik fünfter Ordnung zum Einsatz kommen. Es dauerte aber bis 1923, ehe das Grundstück erworben wurde. Ab 1925 wurde der Bau nach Plänen des Ingenieurs José Joaquim Peres ausgeführt. Am 15. Juli 1927 ging der Leuchtturm in Betrieb.
Der einstöckige weiße Ziegelbau, in dem sich auch die Wohnung des Leuchtturmwärters befindet, besitzt einen rechteckigen Grundriss. Die Metallkuppel des 16 m hohen, runden Turms mit Galerie ist rot lackiert. Als der Leuchtturm seinen Betrieb aufnahm, war er mit einem Gaslicht ausgestattet, mit einer Öllampe als Reserve. Für die Rotation der Optik wurde ein Uhrwerk verwendet. Die Anlage wurde 1957 elektrifiziert. Als Lichtquelle diente nun eine 3000-W-Glühlampe mit einer Reichweite von 44 Seemeilen. Das Erdbeben vom 1. Januar 1980 beschädigte den Leuchtturm schwer. Zwei der Nebengebäude stürzten ein. Die alte Fresnel-Linse musste entfernt werden und befindet sich heute im Museu de Marinha in Lissabon. Sie wurde durch eine Optik ersetzt, die sich zuvor im Leuchtturm von Esposende befunden hatte. 1987 wurde sie gegen eine PRB-46-Optik ausgetauscht. Zwei Jahre später wurde der Leuchtturm ans Stromnetz angeschlossen. 2001 wurde eine automatische rotierende Optik vom Typ TRB-400 installiert.

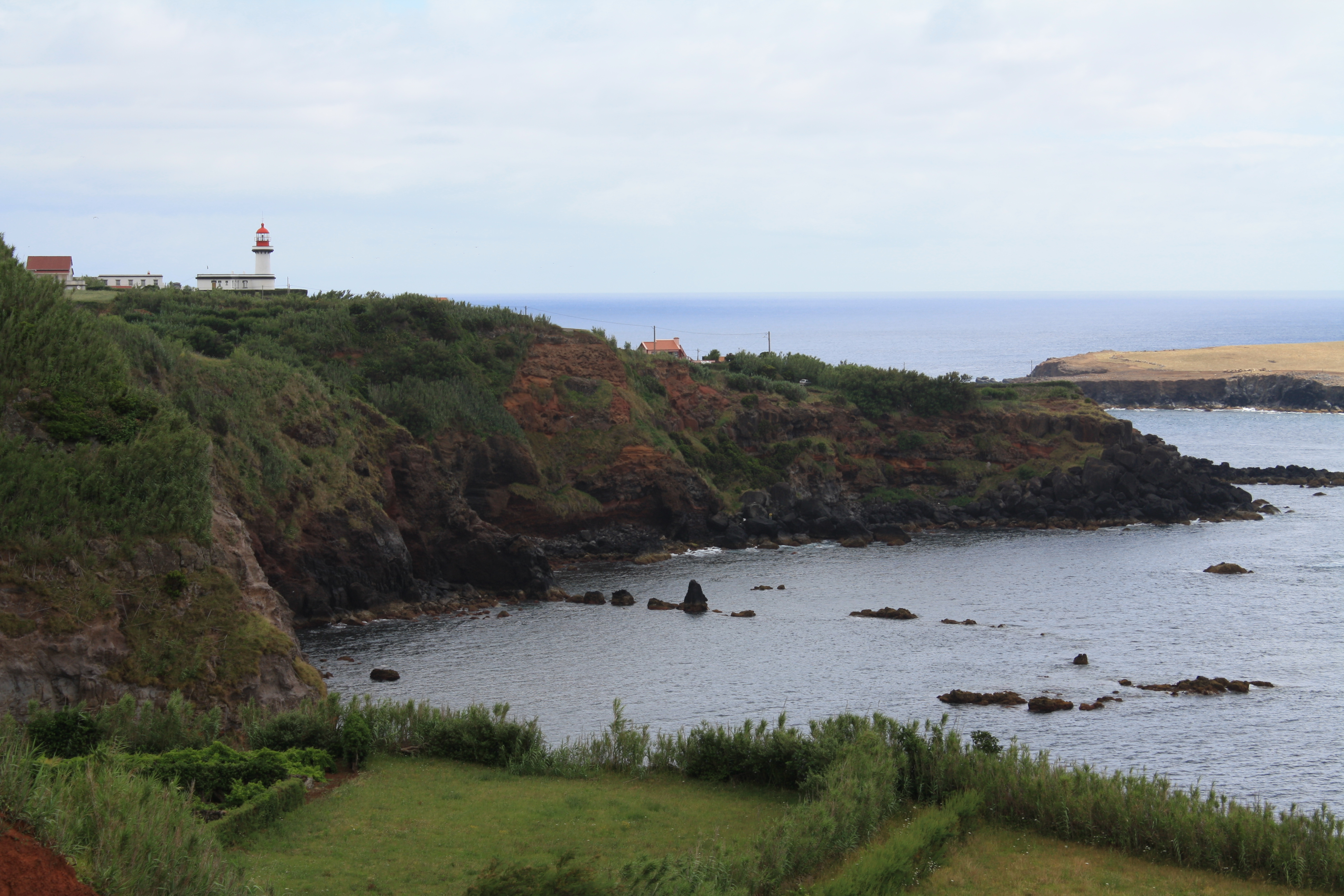
Der Leuchtturm auf dem Kap Ponta do Topo
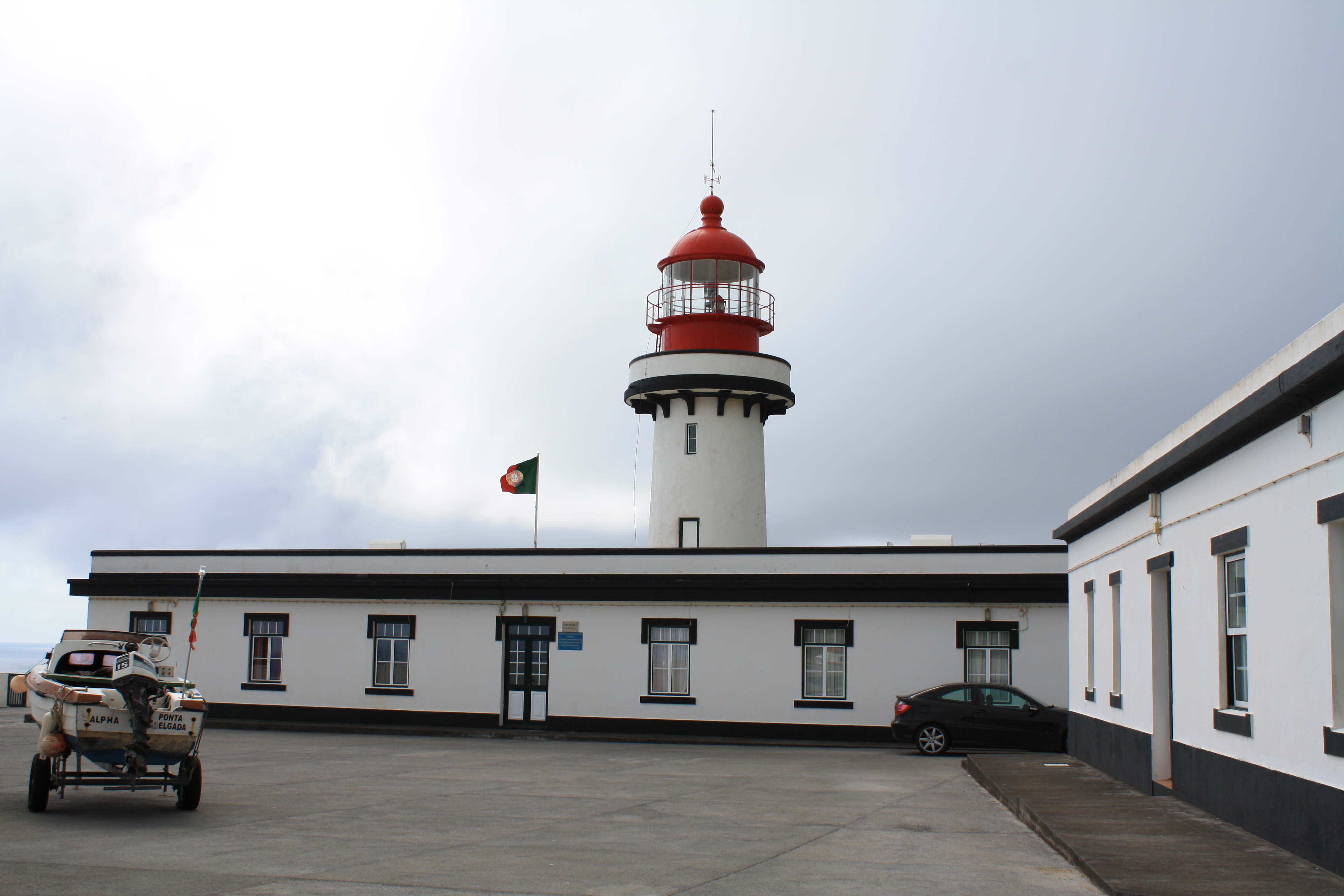
Farol da Ponta do Topo
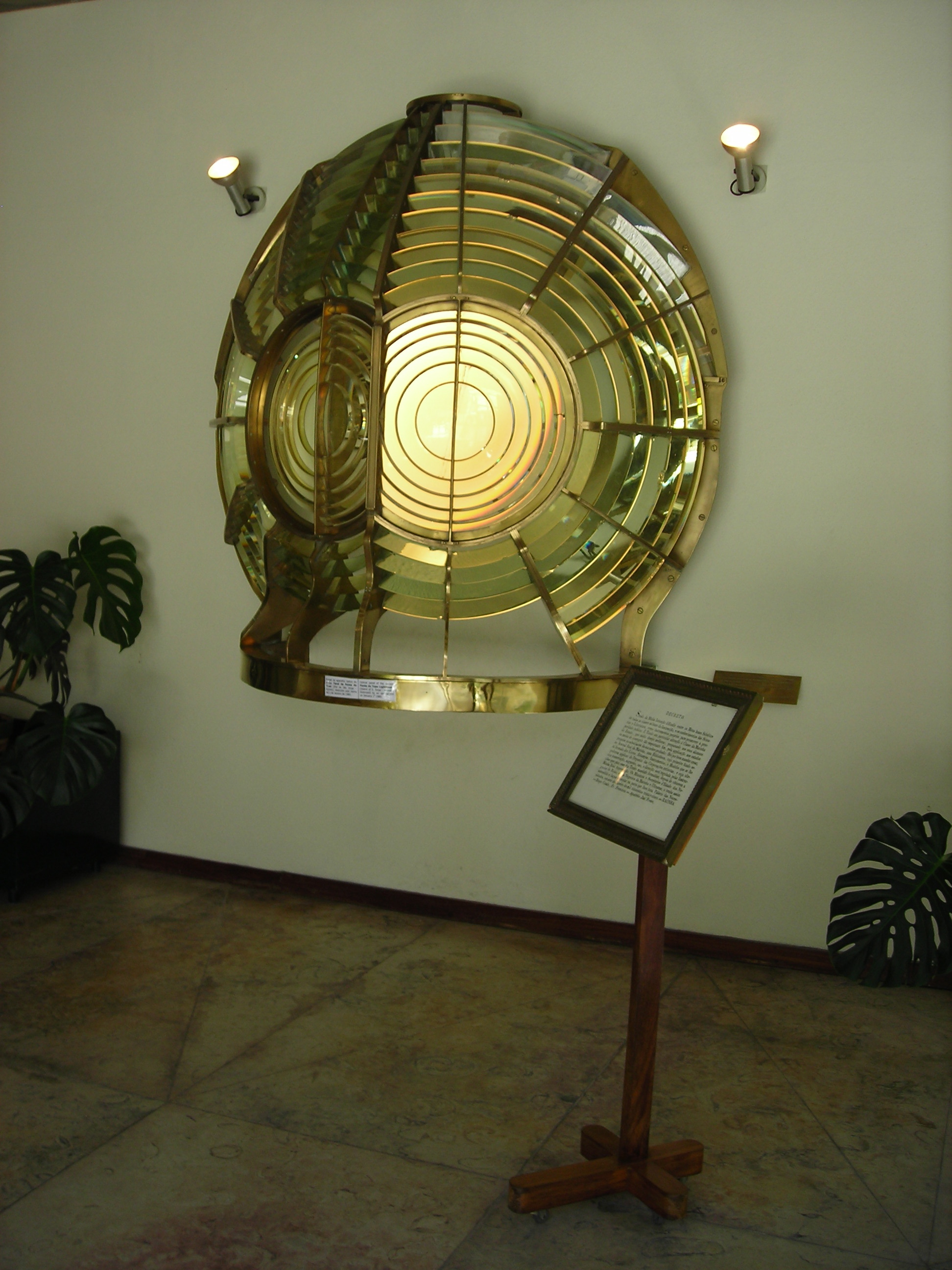
Fresnel-Linse des Leuchtturms im Museu de Marinha in Lissabon